# Salomon Ganzfried

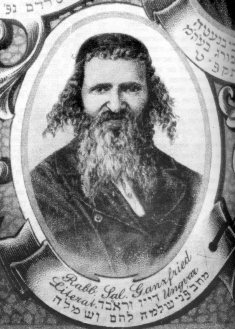
Salomon Ganzfried

Salomo(n) Ganzfried (auch: Sch(e)lomo Ganzfried, Salomo ben Joseph Ganzfried; * 1804 in Ungvár, Kaisertum Österreich; † 30. Juli 1886 in Ungvár, Österreich-Ungarn) war ein hervorragender Talmudist, hebräischer Grammatiker, Kommentator des Sohar, heftiger Gegner des Reformjudentums in Ungarn, wurde aber vor allem als Verfasser des populären halachischen Werkes Kizzur Schulchan Aruch bekannt.

## Leben
Nach dem frühen Tod seines Vaters (1812) kam er auf die Jeschiwa des H. Heller in Bonyhad, wurde dann aber zunächst Kaufmann, 1830 Rabbiner in Bresowitz (Brezovica), 1850 wurde er von seiner Heimatgemeinde zum Mitglied des Bet-din unter R. Meir Eisenstadt berufen und amtierte bis zu seinem Tod als Dajan (Richter) in seiner Geburtsstadt.
Bekannt wurde er zuerst durch seinen Leitfaden für Toraschreiber (Kesset hassofer, 1. Auflage Ofen 1834; handelt auch über Tefillin und Mesusoth), den Moses Sofer ergänzte. Am populärsten wurde Ganzfrieds in der Art des Chaje adam bearbeiteter Auszug aus dem Schulchan Aruch unter dem Titel: Kizzur Schulchan Aruch („kurzer Sch. A.“), ein volkstümliches Kompendium, das sich durch eine klare Strukturierung, die einfache Sprache und die ausschließliche Behandlung von häufig auftretenden halachischen Fragen des täglichen Lebens auszeichnet. Das Buch, erstmals 1864 erschienen, wurde in vielen Auflagen nachgedruckt und in mehrere Sprachen übersetzt.

## Weitere Schriften (Auswahl)
(in Transkription)
- Pne schlomoh (Novellen zu Baba mezia und Baba batra, Zolkiew 1846)
- Torat sewach (über Schechita, 1. Aufl. Lemberg 1848)
- Lechem we simlah (über Menstruation und rituelles Bad, 1861)
- Appirion (Homilien zum Pentateuch, 1. Aufl. Ungvár 1864)
- Ohole schem (über die Orthographie jüdischer Namen, Ungvár 1878)
- Schem Schlomoh (aus dem Nachlass durch R. Salomo Benet 1908 herausgegebene Novellen zu verschiedenen talmudischen Traktaten)